# Kailen Sheridan
Pour les articles homonymes, voir Sheridan.
Kailen Sheridan, née le 16 juillet 1995 à Whitby, est une joueuse de soccer internationale canadienne qui évolue au poste de gardien de but pour le Sky Blue FC dans le Championnat des États-Unis féminin de soccer, et en faveur de l'équipe nationale canadienne.

## Carrière universitaire

### Université Clemson, 2013-2016
Kailen Sheridan joue au soccer universitaire avec les Tigers de Clemson de 2013 à 2016 sous les ordres de l'entraîneur Eddie Radwanski. Lors de son passage, Sheridan joue 76 matchs.
En 2014 et 2015, Sheridan est nommée dans la première équipe All-ACC. Sa nomination dans cette équipe en 2014 constitue une première pour un Tiger depuis 2007.

## Carrière en club

### Sky Blue FC, depuis 2017
En janvier 2017, Kailen Sheridan est choisie comme 23e choix par le Sky Blue FC lors de la 2017 NWSL College Draft. Elle est par la suite nommée joueuse allouée[pas clair] par Canada Soccer.
Kailen Sheridan est nommée dans l'équipe type du mois de mai 2017. Elle enregistre 19 arrêts au cours du mois, aidant Sky Blue à enregistrer une fiche de 3–1–0 [pas clair]. En 2018, Kailen Sheridan commence et dispute tous les matchs de Sky Blue, à l'exception d'un seul, où elle mène la Ligue avec 7,38 tirs contrés par match. Elle commence sa saison 2019 en remportant deux fois de suite les arrêts de la semaine dans la NWSL, lors des semaines 2 et 3.

## Carrière internationale
Kailen Sheridan représente le Canada au sein de l'équipe nationale senior, ainsi que dans de nombreuses équipes nationales de jeunes, dont les équipes des moins de 17 ans, des moins de 20 ans, et des moins de 23 ans.
Elle fait ses débuts au sein de l'équipe nationale senior en mars 2016, à l'occasion de l'Algarve Cup 2016. Kailen  Sheridan est par la suite remplaçante lors des Jeux olympiques d'été de 2016 organisés à Rio de Janeiro. Kailen Sheridan est ensuite de nouveau sélectionnée pour l'Algarve Cup 2017.
Kailen Sheridan se voit ensuite appelée pour participer au championnat féminin de la CONCACAF 2018, à la suite d'une blessure de la gardienne Erin McLeod.
Le 25 mai 2019, elle est sélectionnée afin de faire partie de l'équipe canadienne qui dispute la Coupe du monde féminine 2019 organisée en France.

## Palmarès

### En équipe nationale
Équipe du Canada :
- Médaille d'or aux Jeux olympiques de Tokyo 2020.

## Statistiques

### En club
Au 4 mai 2019 :
| club              | Ligue             | Saison            | Ligue  | Ligue | Séries éliminatoires | Séries éliminatoires | Total  | Total |
| club              | Ligue             | Saison            | Matchs | Buts  | Matchs               | Buts                 | Matchs | Buts  |
| ----------------- | ----------------- | ----------------- | ------ | ----- | -------------------- | -------------------- | ------ | ----- |
| Sky Blue FC       | NWSL              | 2017              | 22     | 0     | 0                    | 0                    | 22     | 0     |
| Sky Blue FC       | NWSL              | 2018              | 23     | 0     | 0                    | 0                    | 23     | 0     |
| Sky Blue FC       | NWSL              | 2019              | 4      | 0     | 0                    | 0                    | 4      | 0     |
| Sky Blue FC       | Total             | Total             | 49     | 0     | 0                    | 0                    | 49     | 0     |
| Total de carrière | Total de carrière | Total de carrière | 49     | 0     | 0                    | 0                    | 49     | 0     |

## Vie privée
Kailen Sheridan est ouvertement lesbienne,,,.